# N730 (België)
De N730 is een relatief lange lokale weg in de Belgische provincie Limburg. Deze weg vormt de verbinding tussen Tongeren en Bree. Ondanks het feit dat de weg vandaag slechts een lokale functie vervult, wordt de weg omwille van historische redenen beheerd door het Agentschap Wegen en Verkeer van het Vlaams gewest.
Tussen Wiemesmeer en het kruispunt met de N75 in As is de weg onderbroken voor gemotoriseerd verkeer. Fietsers hebben wel doorgang; het autoverkeer moet omrijden via de N744 en de N75. De brug over de E314/A2 op dat traject is voor een helft in gebruik als ecoduct. De weg loopt daar immers door een bosrijk gebied dat deel uitmaakt van het Nationaal Park Hoge Kempen.
Op delen van het traject ten noorden van Munsterbilzen is de meestal vrij smalle weg omzoomd met bomen die erg dicht bij de weg staan. Dit heeft al voor meerdere verkeersongevallen gezorgd. Door herinrichting van de weg, het verbieden van (doorgaand) vrachtverkeer (tussen Bilzen en de N744) en snelheidsbeperkingen poogt men deze weggedeelten veiliger te maken.
Voor de hernummering van het Belgische wegennet in 1986 maakte deze weg deel uit van de N30.
De totale lengte van de N730 bedraagt ongeveer 43 kilometer.

## Plaatsen langs de N730
- Tongeren
- Henis
- Riksingen
- Werm
- Hoeselt
- Bilzen
- Munsterbilzen
- Zutendaal
- Wiemesmeer
- As
- Opglabbeek
- Gruitrode
- Bree

## N730a
De N730a is een onderdeel van N730 in Bilzen. De N730a met een lengte van 500 meter gaat door de Belisiatunnel onder de Spoorlijn 34 door. De N730 zelf had een overweg ten noorden van deze tunnel, maar is inmiddels gesloten en verwijderd.

## N730b
De N730b is een verbindingsweg nabij Bilzen. De 1,1 kilometer lange route verbindt de N730 met de N2 aan de oostkant van Bilzen. De route gaat over de Spelverstraat en is alleen zichtbaar op een kilometerpaaltje.

## N730c
De N730c is een verbindingsweg nabij Genk tussen de N730 en de N702. De 2,8 kilometer lange route verloopt via de Taunusweg.